# 叶新华
叶新华（1951年—），浙江松阳人，汉族，中华人民共和国政治人物。

## 生平
2013年，被选为全国人大代表。2018年2月24日，当选为第十三届全国人大代表。